# اللاينية
اللاينية هي جماعة دينية للمسلمين الصوفيين مقرها في السنغال وأُسست في عام 1884 على يد سيدنا ليمامو لايي (1844-1909)، الذي وُلِد باسم ليمامو ثياو. وهي مشهورة باعتقادها أن مؤسسها هو المهدي (تجسيد النبي محمد)، وأن ابنه سيدنا عيسى روحو لايي هو تجسيد النبي عيسى.

## التاريخ
تأسست الجماعة اللاينية في عام 1884 على يد سيدنا ليمامو لايي، وهو رجل غير متعلم من مجموعة ليبو العرقية، وصياد سمك. ادعى أنه المهدي، وهو شخصية مسيحية إسلامية، يُتنبأ بقدومه. وادعى أن ابنه، سيدنا عيسى روحو لاييه، هو المجيء الثاني للنبي عيسى. يقال إن سيدنا ليمامو لاييه قال إنه أثناء مغادرته مكة وعندما توفي، لجأ إلى كهف في نجور على شكل نور. لمدة أكثر من ألف عام، سافر حول الأرض كلها ليلًا ليرى في أي شعب سيظهر في مهمته الثانية، و"بسبب التقدير الأخلاقي (سوتورا) وحشمة ملابس نساء ليبو، وُلد بين هذا الشعب"، وأن "الله رأى أنني وُلدت بين ليبو". وعلى الرغم من هذا، فمنذ الأيام الأولى للمجتمع، كانت العضوية مفتوحة لجميع المسلمين. وقد اجتذب أتباعًا من بين المجموعة العرقية اللغوية اللبو وخارجها.
الخليفة الحالي لليين هو سيدنا محمدو مختار لاي، وهو ابن سيدينا مانديوني لاي.

## الخلفاء
خلفاء الجماعة اللاينية:
1. سيدنا عيسى روحو لاي، 1909-1949
2. سيدينا مانديوني لاي، 1949-1971
3. سيدنا عيسى لاي الثاني، 1971-1987
4. سيدينا مامي الحسن لاي، 1987-2001
5. سيدنا عبد الله ثياو لاي، 2001-2021
6. سيدنا محمدو مختار لاي، 2021 إلى الوقت الحاضر

## روابط خارجية
- الصفحة الرسمية لجماعة لايين